# Begonia dielsiana
Espèce
Begonia dielsiana est une espèce de plantes de la famille des Begoniaceae. Ce bégonia est originaire de Chine. L'espèce fait partie de la section Platycentrum. Elle a été décrite en 1901 par  Ludwig Diels (1874-1945), à la suite des travaux de Ernst Georg Pritzel (1875-1946). L'épithète spécifique dielsiana signifie « de Diels », en hommage au botaniste allemand Friedrich Ludwig Emil Diels (1874-1945).

## Répartition géographique
Cette espèce est originaire du pays suivant : Chine.